# Krnjaja
Krnjaja (ćir.: Кљајићево, mađ.: Kerény, njem.:Kernei) je naselje u općini Sombor u Zapadnobačkom okrugu u Vojvodini.

## Povijest
Naselje se spominje još 1601. godine. 1768. godine u Krnjaju doseljavaju se Nijemci. Stephanus Katona 1800. godine zabilježio je da je Krnjaja Illyriorum colonia.
Prije Drugoga svjetskoga rata Krnjaja je bilo zanatski razvijeno selo s preko 200 radionica.
Krnjaja je bila jednim od mjesta somborskoga kraja gdje je Radićev HSS imao svoje pristaše.
Današnje službeno ime je dobilo 1949. godine po narodnom heroju Jugoslavije Milošu Kljajiću, rođenom na Kordunu, koji je poginuo 1943. godine na Petrovoj gori.
Pred završetak rata naselje su napustili Nijemci, koji su do tada činili većinsko stanovništva. Krajem 1945. godine pristižu prvi naseljenici iz Like, Gorskoga kotara, Žumberka i Korduna. Naseljeno je ukupno 999 obitelji s 5.400 članova.

## Stanovništvo
U naselju Krnjaji živi 6.012 stanovnika, od toga 4.942 punoljetnih stanovnika, a prosječna starost stanovništva iznosi 41,4 godina (39,4 kod muškaraca i 43,4 kod žena). U naselju ima 1.928 domaćinstva, a prosječan broj članova po domaćinstvu je 3,12.
| Etnički sastav 2002. |            |        |
| Narod                | Stanovnika | %      |
| Srbi                 | 5.603      | 93,19% |
| Jugoslaveni          | 71         | 1,18%  |
| Hrvati               | 52         | 0,86%  |
| Mađari               | 31         | 0,51%  |
| Bunjevci             | 16         | 0,26%  |
| Crnogorci            | 10         | 0,16%  |
| Makedonci            | 8          | 0,13%  |
| Ukrajinci            | 5          | 0,08%  |
| Nijemci              | 5          | 0,08%  |
| Muslimani            | 4          | 0,06%  |
| ostali               | 7          | 0,11%  |
| nepoznato            | 7          | 0,11%  |

| broj stanovnika | 5847  | 6028  | 6088  | 5805  | 5850  | 5737  | 6012  |
|                 | 1948. | 1953. | 1961. | 1971. | 1981. | 1991. | 2001. |

## Šport
Športska društva i klubovi koji ovdje djeluju su:
- nogomet: Kordun
- rukomet: Kljajićevo
- odbojka: Volley stars
- kuglanje: Kordun
- karate: KK Miloš Kljajić

## Vanjske poveznice
- (engl.) Karte, položaj vremenska prognoza  Arhivirana inačica izvorne stranice od 5. prosinca 2008. (Wayback Machine)
- (engl.) Satelitska snimka naselja  Arhivirana inačica izvorne stranice od 21. veljače 2021. (Wayback Machine)